# منان (بلژیک)
شهر منان (به فرانسوی: Mesen) در شهرستان ایپر در استان فلاندری غربی در منطقه فلاندری در کشور بلژیک واقع شده‌است.

## نگارخانه

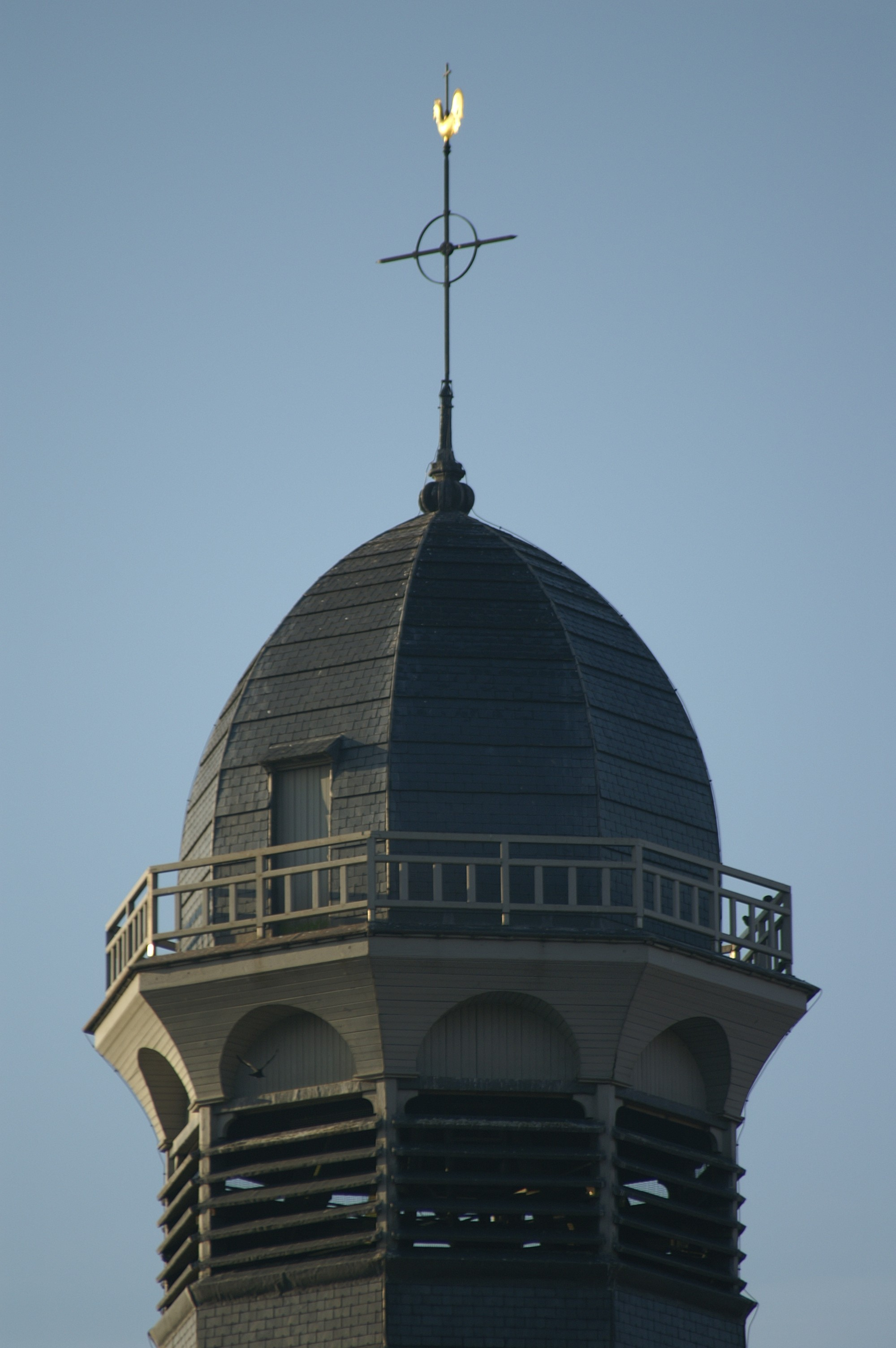
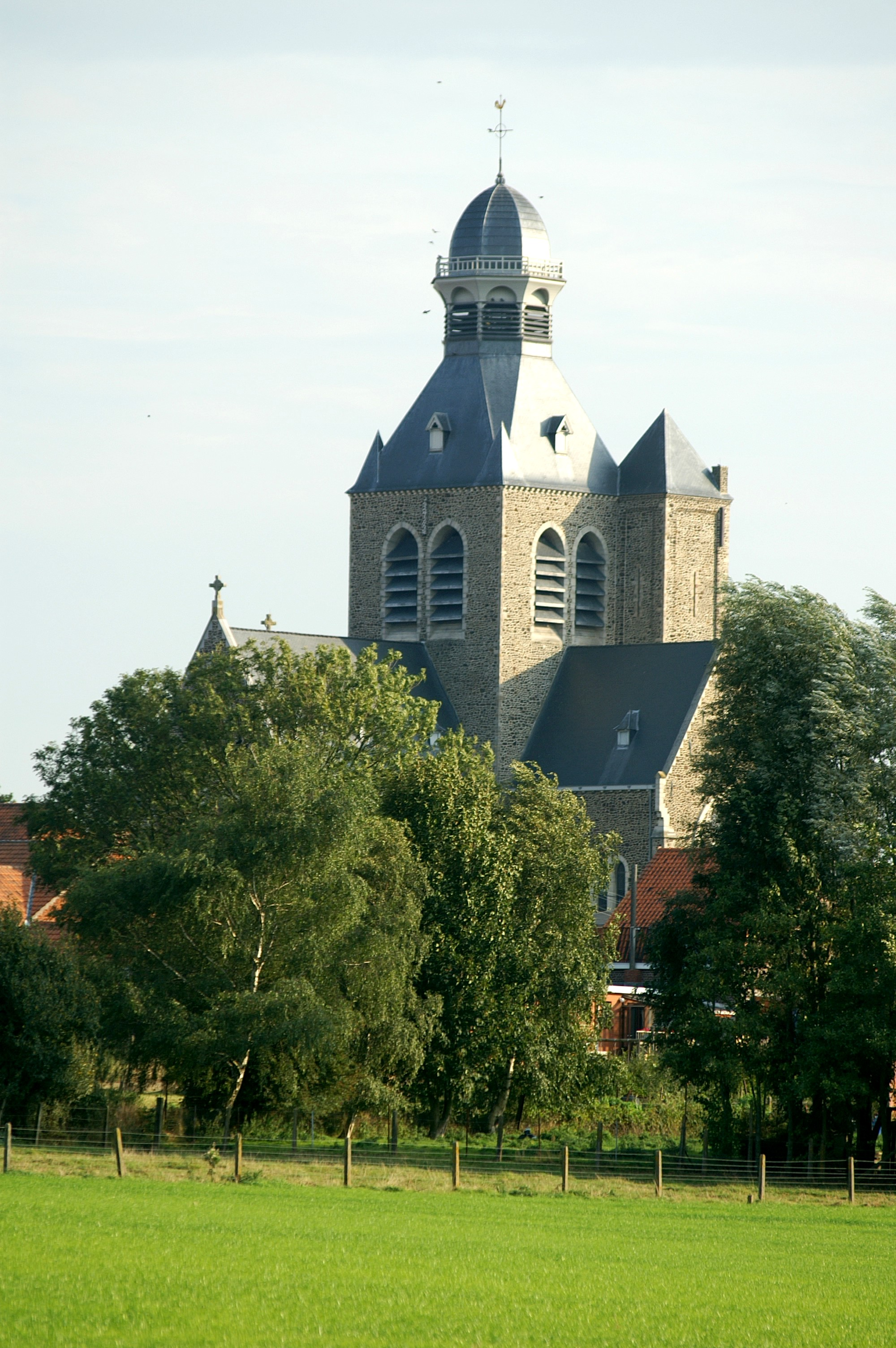
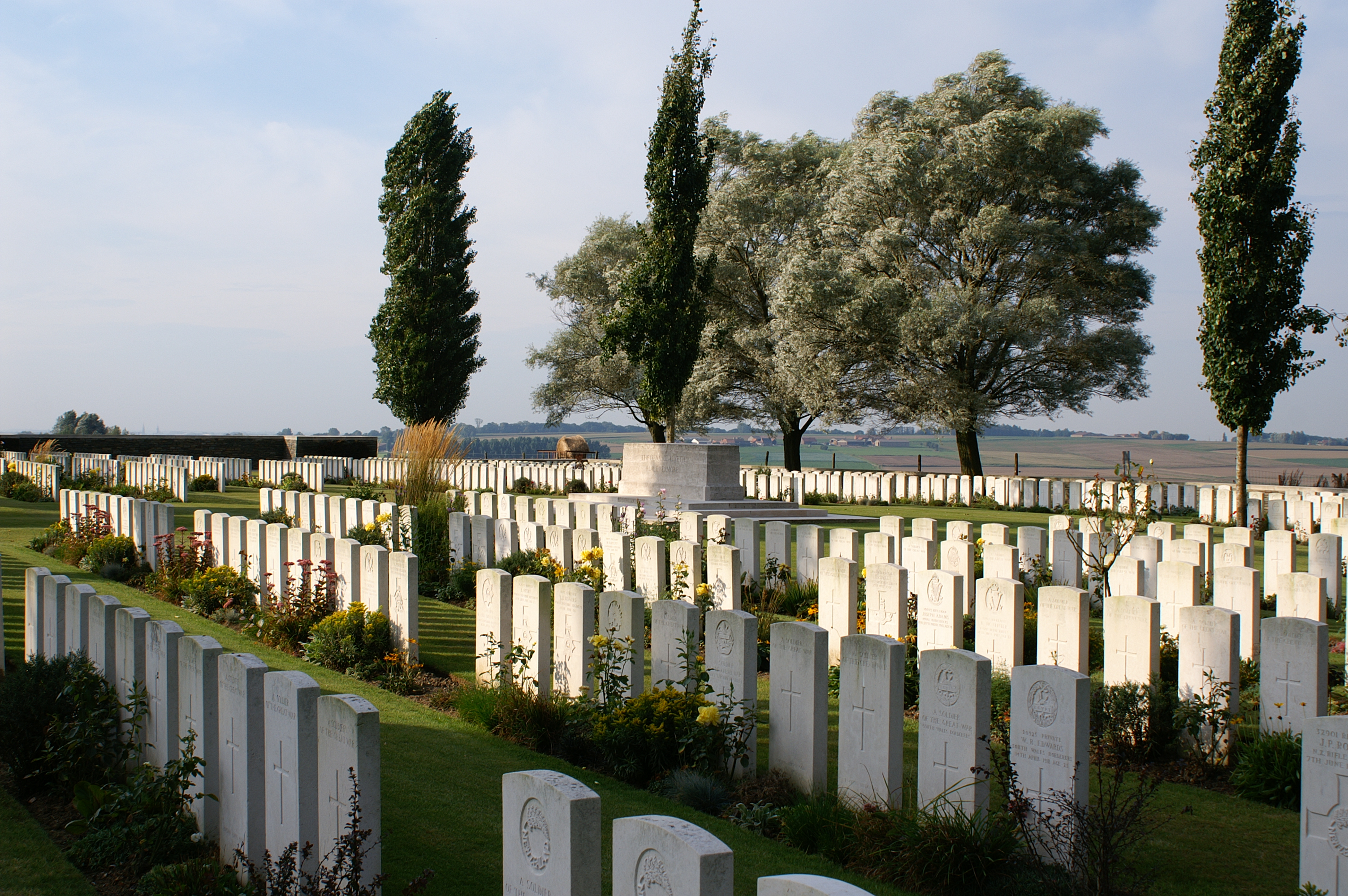
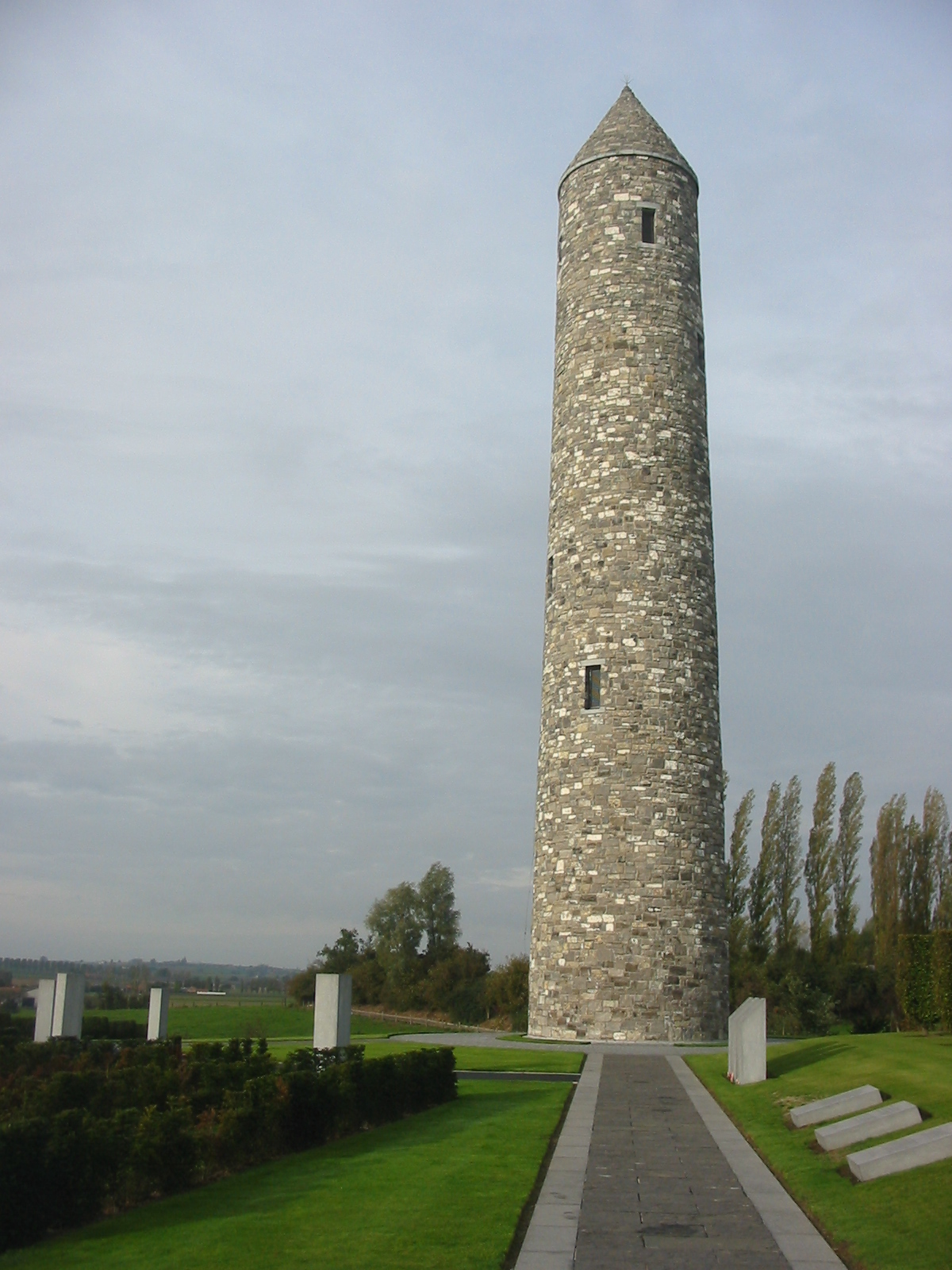